# V tjetverg i bolsje nikogda
V tjetverg i bolsje nikogda (russisk: В четверг и больше никогда) er en sovjetisk spillefilm fra 1977 instrueret af Anatolij Efros.

## Medvirkende
- Ljubov Dobrzjanskaja som Jekaterina Andrejevna
- Oleg Dahl som Sergej
- Innokentij Smoktunovskij som Ivan Modestovitj
- Vera Glagoleva som Varja
- Aleksandr Ozjigin